# Zeba Islam Seraj
Zeba Islam Seraj (em bengali: জেবা ইসলাম সেরাজ; 12 de janeiro de 1958) é uma cientista bengali. É conhecida por sua pesquisa no desenvolvimento de variedades de arrozes tolerantes ao nível salino comum nas áreas costeiras de Bangladesh, proporcionando, assim seu crescimento. Atualmente, é professora do Departamento de Bioquímica e Biologia Molecular da Universidade de Dhaka em seu país.

## Carreira
Zeba Islam Seraj estudou na Universidade de Dhaka, em seu país de origem, Bangladesh, onde se formou em Ciências Biológicas (Licenciatura) em 1980; completou o mestrado e o doutorado dois anos depois, em 1982, na mesma instituição de ensino. Obteve o seu PhD em Bioquímica pela Universidade de Glasgow em 1985 e, em seguida, foi para a Universidade de Liverpool visando o pós-doutorado como título. Depois de completar seu pós-doutorado, se juntou, em 1988, ao Departamento de Bioquímica e Biologia Molecular da própria universidade onde se graduou, a de Dhaka. Ela se tornou professora adjunta em 1991 e, posteriormente, começou a lecionar Biologia em 1997 na mesma faculdade. Ela é supervisionadora de projetos de plantas de Biotecnologia, financiadas por doações estrangeiras e locais desde 1991.
Ela estabeleceu um laboratório de Biotecnologia Vegetal na Universidade de Dhaka. Também é co-investigadora principal de um projeto do Programa Desafio Geração, uma iniciativa de usar a biologia molecular para ajudar a impulsionar a produção agrícola. Seraj tem trabalhado em mapeamento dos principais pontos de produção agropecuária na cidade de Pokkali, a fim de investigar uma variedade local de arroz tradicional e aplicá-lo de marcadores para auxiliar programas de criação de incorporação de tolerância à salinidade em grãos. Dessa forma, suas pesquisas também se destinam no desenvolvimento de variedades de arroz geneticamente modificadas com tolerância ao sal adequado para seu cultivo na região costeira de Bangladesh. A cientista bengali é considerada "cientista visitante" no PBGB, IRRI; PBGB & CSWS Division e no Departamento Biológico de Desenvolvimento Celular e Molecular na Universidade do Texas.